# Montgat
Montgat es un municipio y localidad española de la provincia de Barcelona, en Cataluña. Perteneciente a la comarca de El Maresme, cuenta con una población de 12 625 habitantes (INE 2024).

## Toponimia
Hay diversas teorías sobre el origen de su nombre, siendo una de ellas que el origen es íbero, de "Mons-Cot", que significa "Monte de Piedra". En un documento del  monasterio de San Pedro de Puellas, aparece el nombre "Monte Chato".
El municipio recibía oficialmente el nombre de Mongat hasta el censo de 1981, momento en que pasó a denominarse Montgat.

## Geografía
Integrado en la comarca del El Maresme, se sitúa a 14 kilómetros del centro de Barcelona. El término municipal está atravesado por la antigua carretera N-II entre los pK 630 y 632, además de por las autopistas C-31 y B-20, que convergen para dar origen a la autopista C-32, la autopista del Maresme. También, una carretera local permite la comunicación con Tiana. 
El relieve del municipio está caracterizado por la franja costera entre El Masnou y Badalona y las elevaciones de la Cordillera Costero Catalana cercanas a esta franja costera, junto con otros cerros como Les Guixeres (112 metros) o la Marquesa (64 metros). La altitud oscila entre los 170 metros cerca del Turó Sariol, en el límite con Tiana y Badalona, y el nivel del mar. El centro urbano se alza a 34 metros sobre el nivel del mar. Cuatro playas configuran el litoral de Montgat de (2047 metros): la playa de la Cala Taps de (150 metros), la playa de la Morera de (218 metros), la playa de Sant Joan de (584 metros) y la playa de Monsolís de (1095 metros).
| Noroeste: Tiana    | Norte: Tiana          | Noreste: Alella y El Masnou |
| Oeste: Badalona    |                       | Este: Mar Mediterráneo      |
| Suroeste: Badalona | Sur: Mar Mediterráneo | Sureste: Mar Mediterráneo   |

### Comunicaciones

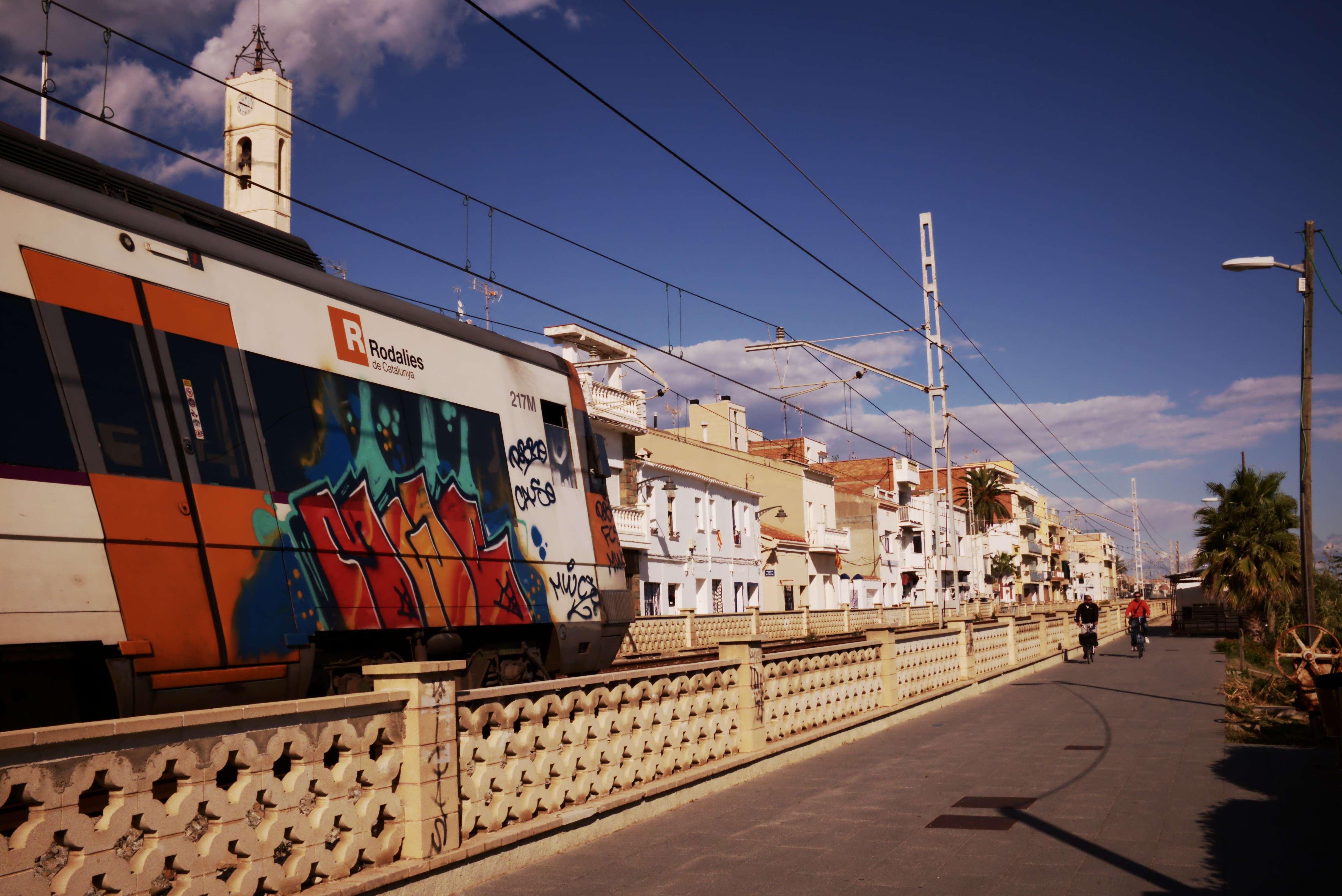
Rodalies de Catalunya en Montgat

Las comunicaciones con Barcelona y Badalona son muy buenas:
Línea R-1 de Rodalies de Catalunya, tren de cercanías, que su trayecto es de Blanes-Maçanet a Barcelona. Los trenes estacionan en Montgat en dos estaciones: Montgat y Montgat Nord.
Autovía de Montgat a Barcelona la C-31 por el Litoral zona Badalona centro, San Adrián de Besós, y la B-20 por municipios más interiores cómo Santa Coloma de Gramenet y Tiana, municipio contiguo a Montgat.
También se puede ir a Badalona y Tiana con autobuses metropolitanos Bus Metropolità.

## Historia
En sus orígenes Montgat fue un pequeño poblado ibérico. Las excavaciones que se han llevado a cabo demuestran la existencia de unos asentamientos neolíticos en el término, aproximadamente del 3500 antes de Cristo.
De la época romana se encuentra documentado el Turó de Montgat con el nombre de Promontorium Lunarium. El actual término municipal estaba atravesado, por la Vía Augusta.
En la Edad Media había un castillo que vigilaba todo el norte de la costa, pero durante la Guerra contra Francia (1808-1814), fue ordenada su voladura por los británicos, en Sept. 1808) tras haber estado ocupado por las tropas napolitanas al servicio de Napoleón al mando del general Lechi, después de haber sido recuperado por tropas españolas con el apoyo naval británico. Sobre las ruinas los fundadores de la Asociación Catalanista de Excursiones Científicas realizaban, en el siglo XIX, frecuentes encuentros.

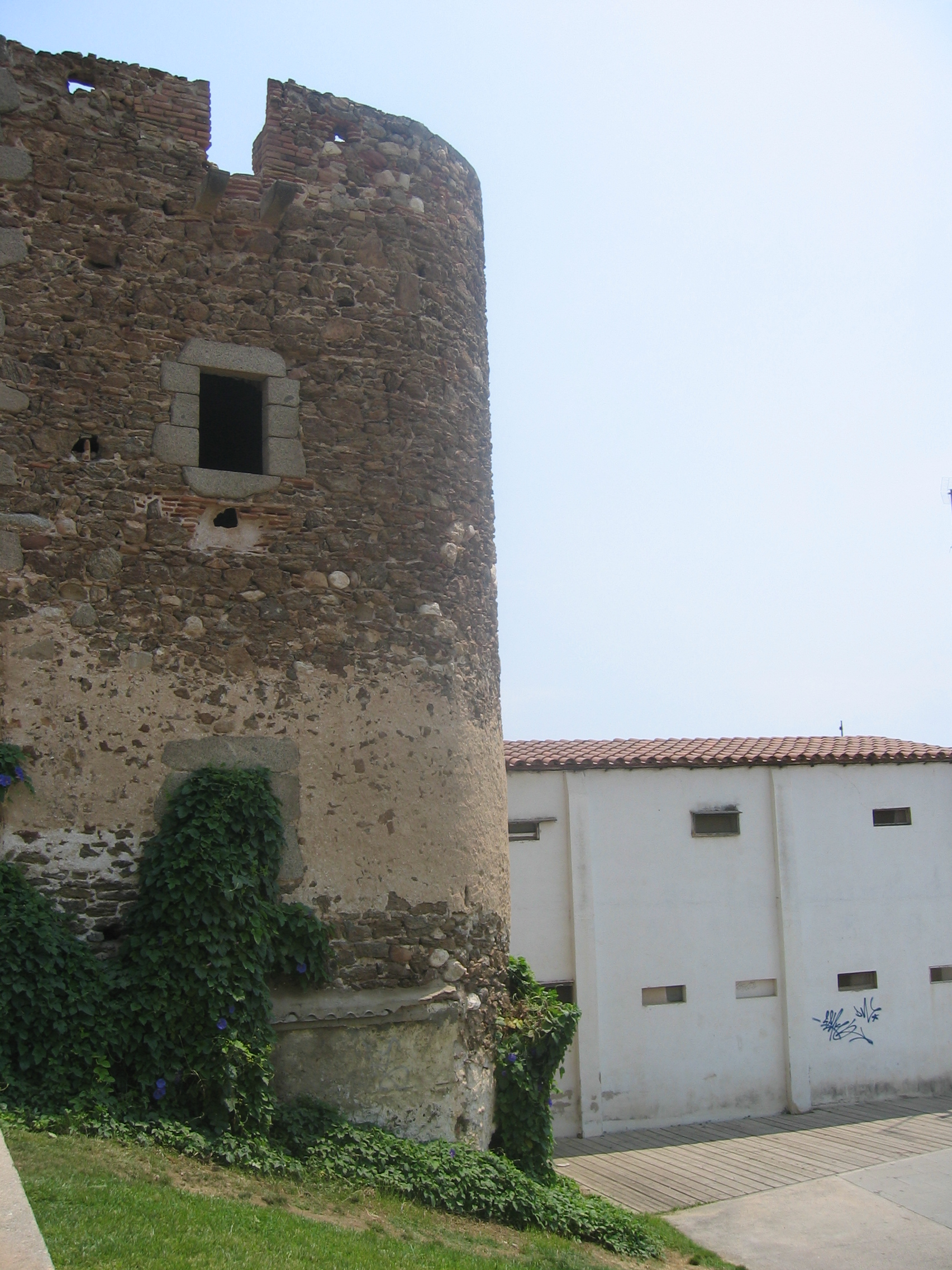
Torre de defensa de Ca l'Alsina del siglo o

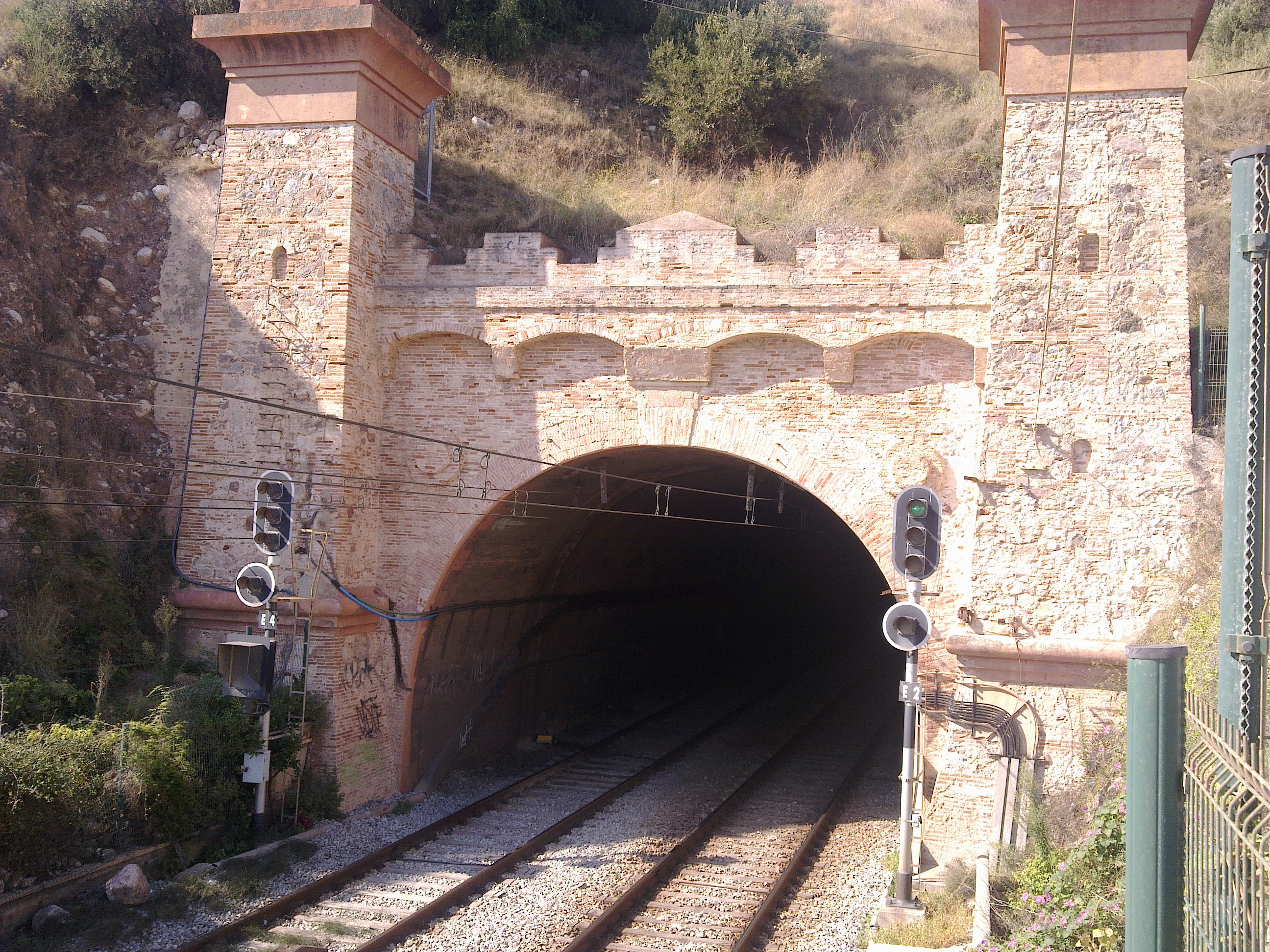
Entrada sur, original de 1848, al túnel de Montgat

Montgat tuvo el primer túnel ferroviario de España cuando, en 1848 se puso en funcionamiento la línea del tren Barcelona-Mataró. En 1867 se estableció una parroquia.
Hasta 1933 Montgat formó parte del término de Tiana. Se separó, tras un Decreto de la Generalidad de Cataluña del 6 de julio de ese mismo año, en que se aprobó la separación del distrito y la constitución de un ayuntamiento independiente. La separación fue efectiva el 17 de julio.
A partir de los años 60 la población creció considerablemente a raíz del expansionismo económico español y los movimientos migratorios asociados, lo que comportó las urbanizaciones de bloques de pisos, algunos bastante altos (Turó del Mar), así como barrios con un urbanismo desordenado (Les Costes). También encontramos zonas residenciales como el Pla de Montgat y Residencial Camí d'Alella.
Hoy la agricultura y la pesca, que en el pasado fueron actividades principales, han desaparecido casi por completo. Hay algunas industrias de materiales de construcción (cemento), de porcelana, de productos químicos y farmacéuticos, y metalurgia. Su barrio Les Mallorquines, antiguamente industrial y hoy día mayoritariamente residencial, forma un continuo urbano con Badalona.
La cercanía de Barcelona, como gran ciudad con una extensa área de influencia, junto con la dispersión del tejido urbano de pueblo debida a la presencia de numerosas infraestructuras viarias y ferroviaria que dividen el término municipal, representa una amenaza para la identidad de Montgat como municipio independiente, amenaza que los sucesivos ayuntamientos democráticos, junto con las entidades vecinales y culturales del municipio, tratan de paliar.

## Demografía
Montgat cuenta con una población de 12 625 habitantes (INE 2024).
| Gráfica de evolución demográfica de Montgat entre 1940 y 2021 |
| |
| Población de derecho según los censos de población del INE. Población de hecho según los censos de población del INE.En estos censos se denominaba Mongat: 1940, 1950, 1960 y 1970. Entre el censo de 1940 y el anterior, aparece este municipio porque se segrega del municipio Tiana. |

## Administración y política
Desde el 18 de diciembre de 2019, el socialista Andreu Absil es el alcalde de Montgat gracias a una moción de censura presentada contra la alcaldesa en aquel momento (Rosa Funtané, ERC, quien gobernaba en coalición junto con En Comú Podem). La moción fue apoyada por su partido (PSC), Junts per Catalunya, Som de Montgat y un concejal no adscrito que se presentó a las elecciones en representación de Ciutadans.

## Patrimonio
- Torre de defensa de la "Ca l'Alsina" (siglos XV-XVII) BIC RI-51-0005550[9]
- Iglesia románica de Sant Martí (siglo XI)
- Casa señorial de los marqueses de Monsolís.
- Parc del Tramvia
- Parc de la Riera d'en Font
- Barrio Antiguo (Sant Joan)
- Monsolís.
- Túnel de Montgat (primer túnel ferroviario de España, construido en 1848)
- Cañones de Las Baterías (cañones usados en la guerra civil, construidos en 1898)

## Ciudades hermanadas
- Argelès-sur-Mer (Francia)